# Mud Blood
Mud Blood is een nummer van de Belgische zanger Loïc Nottet uit 2017. Het is de tweede single van zijn debuutalbum Selfocracy.
Het nummer werd vooral een hit in Wallonië, waar het de 17e positie behaalde. In Vlaanderen haalde het de eerste positie in de Tipparade.